# الكسندر ماكفارلين
الكسندر ماكفارلين (بالإنجليزية: Alexander Macfarlane)‏ (و. 1851 – 1913 م) هو رياضياتي، وفيزيائي، وفيلسوف من إسكتلندا.

## التعليم
تعلم في جامعة إدنبرة

## مناصب وهيئات
أدار جامعة تكساس، أوستن.

## محلل الفضاء
أطلق ألكسندر ماكفارلين على عمله اسم "محلل الفضاء". في عام 1894 نشر أوراقه الخمس السابقة وتقرير عن كتاب " فائدة الرباعيات في الفيزياء" لألكسندر ماكاولي . أرقام الصفحات مأخوذة من منشورات نشرت سابقا، ويُفترض فيها أن القارئ على دراية بالرباعيات. الورقة الأولى مكتوبة بعنوان "مبادئ جبر الفيزياء"، حيث اقترح لأول مرة جبر الرباعيات الزائدية ، إذ "يواجه طالب الفيزياء صعوبة في فهم مبدأ الرباعيات تجعل مربع المتجه سالبًا". أما الورقة الثانية فهي بعنوان "الخيالي في الجبر". وكمثل هوميرشام كوكس (1882/83)،   يَستخدم ماكفارلين المقطع الزائدي باعتباره الرباعي الزائد المقابل لمقطع هاملتون. العرض التقديمي مثقل بالترميز

## أعماله
- 1879: مبادئ الجبر المنطقي من أرشيف الإنترنت .
- 1885: الحساب الفيزيائي من أرشيف الإنترنت.
- 1887: الشكل المنطقي للنظريات الهندسية من حوليات الرياضيات 3: 154،5.
- 1894: أوراقه حول تحليل الفضاء .
- 1898: تقريره عن كتاب: "La Mathematique؛ Philosophie et enseignement" بقلم CA Laissant في العلوم 8: 51–3.
- 1899 نظرية فيثاغورس من العلوم 34: 181،2.
- 1899: المبادئ الأساسية للجبر من العلوم 10: 345-364.
- 1906: تحليل المتجهات والرباعيات .
- 1910: توحيد وتطوير مبادئ جبر الفضاء من نشرة جمعية الرباعية .
- 1911: تقريره عن كتاب: حياة وأعمال بي جي تيت العلمية بقلم سي جي نوت من مجلة ساينس 34: 565،6.
- 1912: نظام تدوين لتحليل المتجهات؛ مع مناقشة المبادئ الأساسية من نشرة جمعية الرباعيات .
- 1913: حول تحليل المتجهات باعتباره جبرًا معممًا ، خطاب إلى المؤتمر الدولي الخامس لعلماء الرياضيات ، كامبريدج، عبر أرشيف الإنترنت
- [3]
- منشورات ألكسندر ماكفارلين من نشرة جمعية الرباعية ، 1913

1. ↑  Cox, H. (1883) [1882]. "On the Application of Quaternions and Grassmann's Ausdehnungslehre to different kinds of Uniform Space". Trans. Camb. Philos. Soc. ج. 13: 69–143.
2. ↑  Cox, H. (1883) [1882]. "On the Application of Quaternions and Grassmann's Ausdehnungslehre to different kinds of Uniform Space". Proc. Camb. Philos. Soc. ج. 4: 194–196.
3. ↑  Mason, Thomas E. (1917). "Review: Alexander Macfarlane, Ten British Mathematicians". Bull. Amer. Math. Soc. ج. 23 ع. 4: 191–192. DOI:10.1090/s0002-9904-1917-02913-8. مؤرشف من الأصل في 2024-12-04.